# Яйце по-шотландськи
Яйце по-шотландськи (англ. Scotch egg) — страва британської кухні. Являє собою варені яйця, обмазані м'ясним фаршем, і обсмажені в панірувальних сухарях.

## Історія
Вважається, що страва була вперше приготовлена лондонською компанією Fortnum & Mason в 1738 році. За іншою версією авторство страви невідоме, а рецепт веде до страви кухні Великих Моголів «Наргіс кюфта».
У друкованому вигляді рецепт цієї страви вперше зустрічається в книзі Марії Ранделл Нова система домашньої кухні видання 1809 року. У цій та пізніших куховарських книгах XIX століття готові яйця рекомендувалося подавати в гарячому вигляді під соусом. Зараз її вживають і в холодному вигляді, зокрема, як закуску на пікніках. 

У роки Другої світової війни, за часів раціонування, виник варіант рецепта, в якому фарш був замінений картопляним пюре.

## Регіональні варіанти
У Великій Британії існують місцеві різновиди цього рецепта, наприклад, при виготовленні яєць по-Манчестерськи (англ. Manchester Egg) використовується мариноване яйце, загорнуте в суміш перемеленої свинини і «Ланкаширського чорного пудингу» (тобто, по суті, фаршу для кров'янки), а для яєць по-вустерськи (англ. Worcester Egg) яйце маринується у вустерському соусі, фарш ж складається з суміші фаршу для ковбас місцевих сортів з т. зв. «Білим пудингом», аналогічним чорному, але без крові.
Продаються під різними назвами в британських супермаркетах і можуть міститися фрагменти курячого або качиного яйця, а іноді навіть майонез і дрібно нарізаний бекон.
Яйця по-шотландськи і варіації рецепта можна зустріти в кухнях багатьох країн світу: від Європи і Америки, до Західної Африки (зокрема, Нігерія), до Південно-Східної Азії, наприклад, на Філіппінах.